# 3579 Rockholt
3579 Rockholt è un asteroide della fascia principale. Scoperto nel 1977, presenta un'orbita caratterizzata da un semiasse maggiore pari a 2,7345667 UA e da un'eccentricità di 0,3556681, inclinata di 31,05493° rispetto all'eclittica.